# Аттал I Сотер

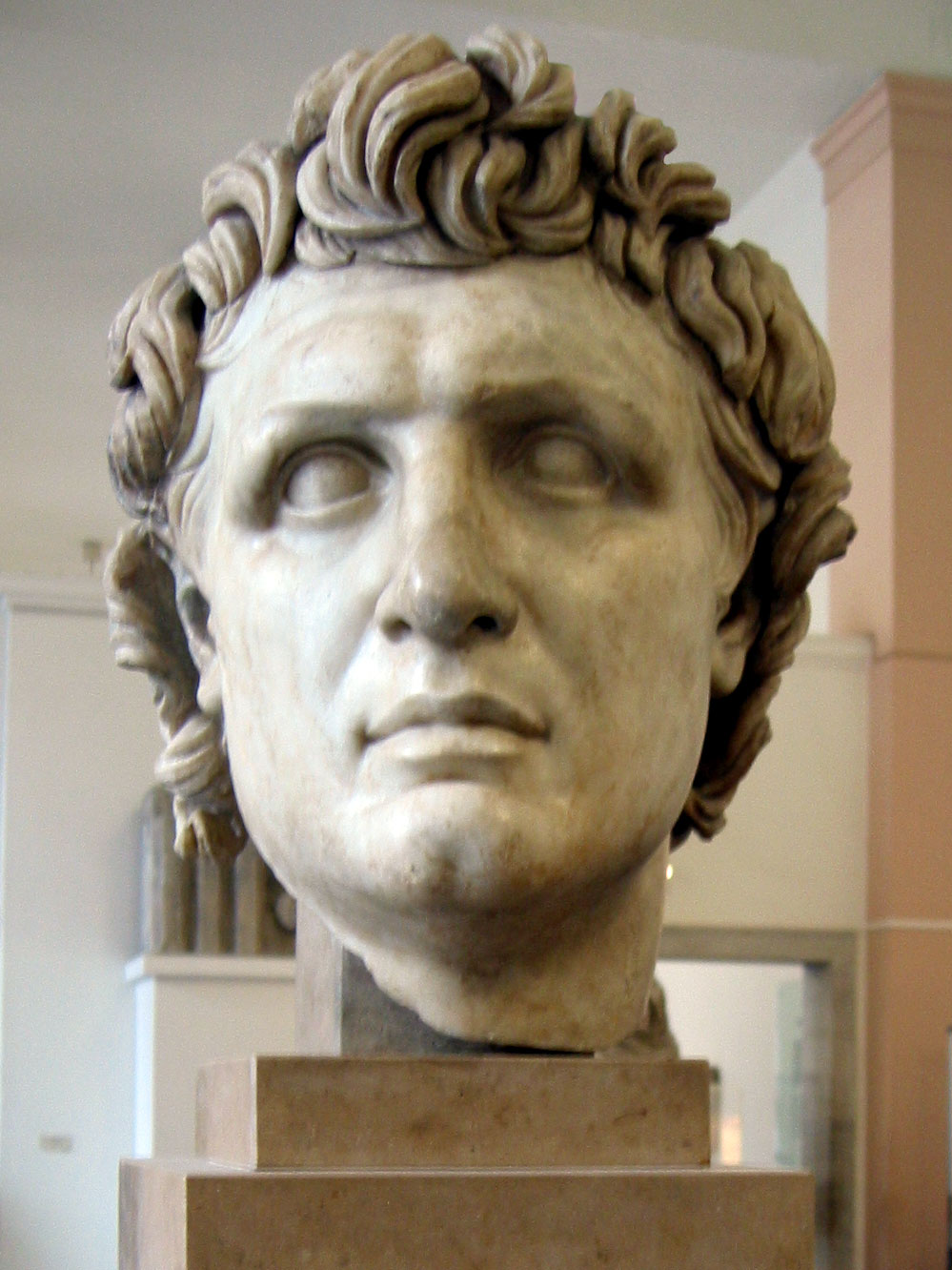
Мармуровий бюст Аттала I (Пергамський музей, Берлін)

Аттал I, Аттал Сотер (дав.-гр. Ἄτταλος Σωτὴρ, 269-197 до н. е.) — володар Пергама у 241-197 до н. е., двоюрідний брат Евмена I, небіж Філетера.

## Життєпис
Здобув рішучу перемогу над галатами, після чого першим з пергамських володарів офіційно проголосив себе царем.
У 230-228 до н. е. завдав поразки Антіоху Гіераксу, після чого оволодів значною частиною володінь Селевкідів у Малій Азії. В кінці 220-х був вимушений поступитись своїми завоюваннями Ахею. В 218 до н. е. здійснив вдалий ред по володіннях Ахея, підбивши собі Кими, Смірну та Фокею. Теос і Колофон визнали його владу добровільно. Продовжуючи похід він захопив східну частину Мізії.
У 210 до н. е. купив в етолійців Егіну та наступного року переправив туди своє військо, сподіваючись поширити свій вплив на материкову Грецію. Наступного року захопив Нікею в Локріді і взяв в облогу Опунт. Це призвело до конфлікту з македонцями. До того ж війну проти Пергама розпочав віфінський цар Прусій I Кульгавий, тож Аттал змушений був терміново повернутися до Азії.
У 202 до н. е. македонський цар Філіпп V перейшов у рішучий наступ і навить взяв Пергам в облогу, проте без особливого успіху. Більше того — під час відступу македонський флот був розгромлений пергамцями біля Хіосу. Щоправда, сам Аттал настільки захопився переслідуванням ворога, що ледве сам не потрапив до полону. Аттал знову повернувся до Егіни і уклав союз з етолійцями та римлянами. За допомогою останніх пергамці захопили Андрос, а після цього власними силами здобули Орей.
У 198 до н. е. союзники взяли в облогу Коринф.
У 197 до н. е. 72-річний Аттал вирушив до Беотії, щоб переконати фіванців перейти на його бік, проте під час виступу відчув себе зле. Хворого царя відвезли на Батьківщину, де він невдовзі помер.

## Див.також
Війна Аттала I з Селевкідами